# Reino de Mauritania
El reino de Mauritania o Mauretania (siglo IV a. C. – 40 d. C.), o "país de los Mauri", fue un estado de la Antigüedad constituido como una federación de tribus, de cultura amazig, ubicadas en el norte de África, en los actuales Marruecos y Argelia. Su capital fue Volubilis. Sus habitantes nativos, pastores seminómadas de etnia amazig, fueron conocidos por los romanos como Mauri (de la lengua amazig amáur, "tierra"), y en ocasiones como Massaesylii. El reino de Mauritania está estrechamente vinculado con el reino de Numidia, tanto en cultura como en historia. Es importante utilizar la denominación antigua latina, Mauretania, para no inducir a su confusión con el moderno estado de Mauritania, que se ubica en las costas atlánticas de África.

## Historia
Las primeras civilizaciones de ganaderos y agricultores durante el Neolítico se conocen por los restos de hallazgos arqueológicos de varias cuevas, con cerámicas de tipo impreso y cardial, que muestran relaciones con la colonización neolítica de todo el litoral del Mediterráneo occidental y extendido a través del estrecho de Gibraltar durante el primer Neolítico del Occidente de Europa, temprano en el VI milenio a. C., dentro del Neolítico Andaluz de la llamadas Cultura de las cuevas y Cultura de Cerámicas de La Almagra, previas a la Cardial llegada a lo largo del Mediterráneo europeo.
Las corrientes que motivan el nacimiento de las civilizaciones del bronce no llegaron o no dejaron huella en el territorio mauretano durante el tercer y segundo milenio a. C.

### Influencia fenicia
Hasta la llegada de los fenicios en el siglo VII a. C. a las costas de Mauretania y Numidia, fueron estas una región apartada de la civilización, escasamente poblada, sin grandes asentamientos. Tras la caída de Tiro ante los asirios en el siglo VI a. C., Cartago tomó el relevo de la metrópolis y es entonces cuando la influencia amazig tiene gran penetración en las costas de la Mauretania. El establecimiento de factorías y colonias fenicias representó el primer contacto con una cultura superior. A través de la acción fenicia penetran por el litoral la vida urbana, el uso del hierro, se conoce la moneda, se introduce la vid y probablemente el olivo.

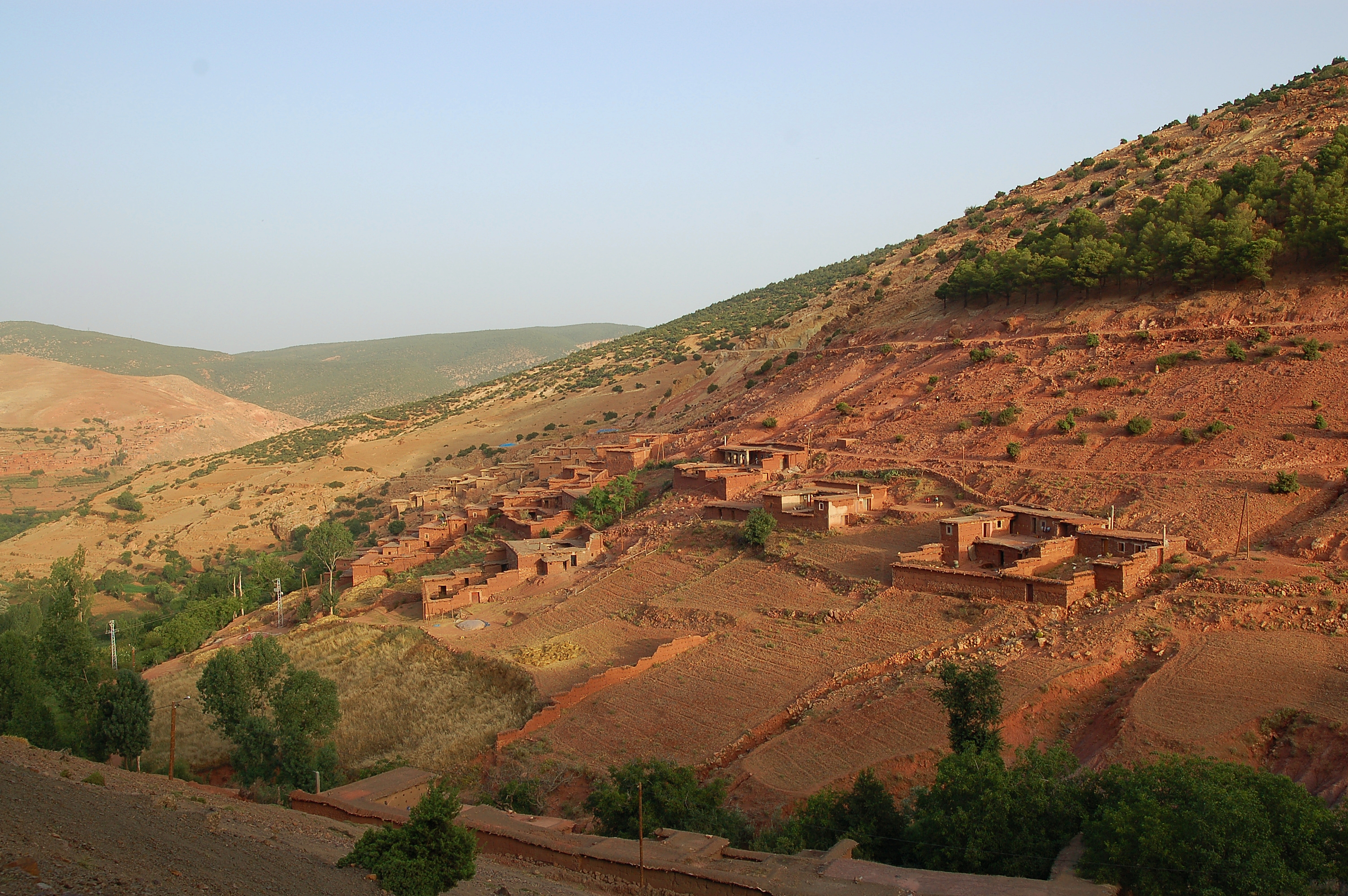
Típico paisaje del Atlas (Marruecos)

Cartago, desde su fundación, tuvo una intensa relación con las tierras del norte de África, obligada a pagar a los pueblos libios, sobre cuyos territorios se había asentado, una especie de canon o tributo. En el siglo V a. C. organizaron dos expediciones para reconocer las costas mauretanas, convirtiéndose en territorios de dominio cartaginés. Cartago, gobernada por ricos aristócratas, creó un imperio comercial, impulsando la creación de nuevas colonias, en las costas de los actuales Marruecos y Argelia, buscando nuevos recursos naturales, iniciando la explotación de los recursos pesqueros de los litorales y fabricando salazones y salinas para exportar el garum. Se crearon numerosas factorías y colonias, exportando marfil, oro, estaño, púrpura y esclavos, e importando entre los indígenas sus mercancías: vidrios, cerámicas, objetos de bronce o hierro y tejidos de púrpura.
Cartago terminará por moldear el territorio nordafricano con la asimilación de la cultura púnica, como el alfabeto, la lengua y la religión, preservando cierta autonomía. Durante el periodo de influencia púnica, Numidia sufrió una silenciosa revolución, extendiéndose los cultivos de la vid, el olivo, el trigo o la higuera. Todo ello propició un aumento gradual del desarrollo económico y cultural. El lenguaje, el púnico, se convertirá en la lengua oficial bajo Masinisa y seguirá hablándose cuatro siglos después por los mismos sacerdotes de la diócesis de Hippona (Bona) en sus prédicas. 
El legado de Cartago al mundo agrícola es evidente en aportaciones tan definitivas como un modelo de arado de reja triangular, forjado en hierro, mucho más eficaz que el milenario arado amazig, una simple punta aguzada de madera que abría un mal surco, o la misma aportación que supone el cultivo del olivo, que habrán de adoptar los propios romanos. 
Cartago reclutó mercenarios entre los númidas. Paulatinamente, el uso de la escritura púnica se unió, aunque no la sustituyó, a la del líbico.

### Época púnico-mauretana
El dominio cartaginés en el norte de África se caracterizó, a diferencia de otras zonas, por la realización de alianzas con los jefes indígenas y el mantenimiento de la hegemonía en el mar. Esta relación propició la asimilación de la cultura púnica, como el alfabeto, la lengua y la religión, preservando cierta autonomía. Durante el periodo de influencia púnica, Mauretania sufrió una silenciosa revolución, extendiéndose los cultivos de la vid, el olivo, el trigo o la higuera. Todo ello propició un aumento gradual del desarrollo económico y cultural. 
A partir del siglo IV a. C., el poder de los jefes nativos se fue consolidando por la creación de federaciones de pueblos y tribus indígenas y esto terminó en el nacimiento de dos reinos en la región de Mauretania, dependientes directamente de Cartago y separados por el río Muluya; el reino del oeste adquirió el nombre de reino de Mauretania, siendo la "Mauretania" nuclear.
Durante las guerras púnicas los reinos amazighs de Mauretania y de Numidia oscilaron de una a otra potencia, luchando entre sí por no ser absorbidos. Durante y después de la segunda guerra púnica, Numidia fue unificada por Masinisa, aliado de Roma, absorbiendo también a los masesilos (massaesylii) de Sifax (203 a. C.) e iniciando una etapa de dominación númida sobre Mauretania, logrando dominar Mauretania, Numidia, Libia y la Cirenaica. A su muerte, Roma dividió sus dominios entre sus hijos.

### Influencia romana
Jugurta, rey de Numidia, intentó reunificar el reino de Numidia, dividido en tres. Cayo Mario había sido derrotado por Jugurta, pero el rey Jugurta fue traicionado por Boco I, rey de Mauritania, de quien era yerno, siendo entregado a Roma posteriormente por éste. Boco I inició un acercamiento político a Roma, gracias al cual consolidó y expandió los dominios de su reino hasta la frontera de la región de Numidia. Tras su muerte, su reino quedó dividido entre sus hijos Boco II y Bogud, al este y oeste, respectivamente. Los dos hermanos participaron en la segunda guerra civil romana a favor de Julio César, invadiendo el Reino de Numidia y conquistando su capital Cirta. Tras la guerra, Boco II amplió su reino y Numidia se integró como provincia romana. Posteriormente, en la cuarta guerra civil, Boco II apoya a Octavio frente a Marco Antonio, mientras que su hermano apoya a este último. Tras la victoria octaviana, Boco II reunifica de nuevo Mauretania. Tras su muerte sin herederos, el reino pasó a ser controlado directamente por Roma, creándose gran cantidad de colonias de veteranos. En el año 25 a. C. Octavio designó a Juba II, hijo de Juba I de Numidia, como rey de Mauretania. Juba II renombró su capital, Iol, como Caesarea (moderna Cherchel, Argelia) en honor de Octavio (aunque el gentilicio Iolitanus se mantuvo, cf. Plinio el Viejo, N. H. XXX, 4), y la convirtió en un gran centro cultural helenístico y romano. Los proyectos de construcción y escultura en Caesarea y Volubilis presentan una rica mezcla de estilos arquitectónicos egipcio, griego y romano.
Juba II ejerció una buena política de gobierno, fomentó y apoyó las artes escénicas, la investigación científica, el conocimiento de la historia natural y estimuló el comercio. Mauretania comerció con todo el Mediterráneo, en especial con Hispania e Italia, exportando pescado, uvas, perlas, higos, grano, madera para muebles y tinte púrpura. Igualmente, el valor y la calidad de la moneda mauretana era reconocida en el mundo antiguo. El historiador griego Plutarco describe a este rey como uno de los mejores estadistas de su tiempo.

### Final del reino
En el 19 d. C. Juba II nombró corregente a su hijo Ptolomeo, antes de morir en el año 23 d. C., siendo enterrado junto a su primera mujer en el mausoleo. Ptolomeo reinaría hasta el 40 d. C., cuando su primo segundo, el emperador Calígula, mandó asesinarle durante una visita a Roma. Tras un periodo de incertidumbre, bajo el emperador Claudio, en el año 44 d. C., Mauretania fue anexionada al Imperio romano, siendo dividida en dos provincias distintas: la Mauretania Caesariensis (oeste y centro de la actual Argelia) y la Mauretania Tingitana, con capital en Tingi, la moderna Tánger, en Marruecos. La línea fronteriza la marcaba el río Mulucha (hoy Mouloûya o Muluya).

## Cultura

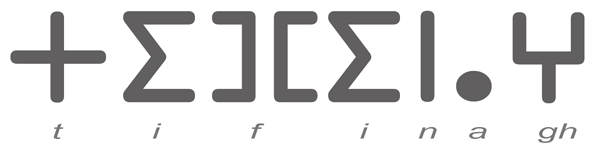
Alfabeto Tifinagh.

Durante el siglo III a. C. se estableció en el lugar una cultura llamada púnico-mauritana, de gran influencia fenicio-cartaginesa debido a las factorías, hasta la incorporación de Mauretania al Imperio romano en el 44 d. C. Luego de la caída de Cartago en el 146 a. C., el país adquiere mayor desarrollo, sobre todo en las zonas litorales, ya que el interior sigue poblado por pastores nómadas, ajenos a las corrientes civilizadoras. Aparece un sistema propio de escritura, el llamado alfabeto líbico, con el que se escriben textos en la lengua indígena, el amazig, y cuya última fase fue el alfabeto tifinagh, empleado en el Sáhara hasta casi el presente. En suma, se crea una civilización autóctona, aunque derivada de los estímulos coloniales, que duró hasta la romanización.